# 弗鲁瓦德沃
弗鲁瓦德沃（法語：Froidevaux，法語發音：[fʁwadvo]）是法国杜省的一个市镇，属于蒙贝利亚尔区。

## 地理
弗鲁瓦德沃（47°18'2"N, 6°41'30"E）面积3.98 平方千米，位于法国勃艮第-弗朗什-孔泰大區杜省，该省份为法国东部内陆省份，北起上索恩省，西接汝拉省，东部及东南部与瑞士接壤，东北部与贝尔福地区省接壤。
与弗鲁瓦德沃接壤的市镇（或旧市镇、城区）包括：佩瑟、贝勒埃尔布、巴尔贝什河畔罗西耶尔、莱泰尔德绍。

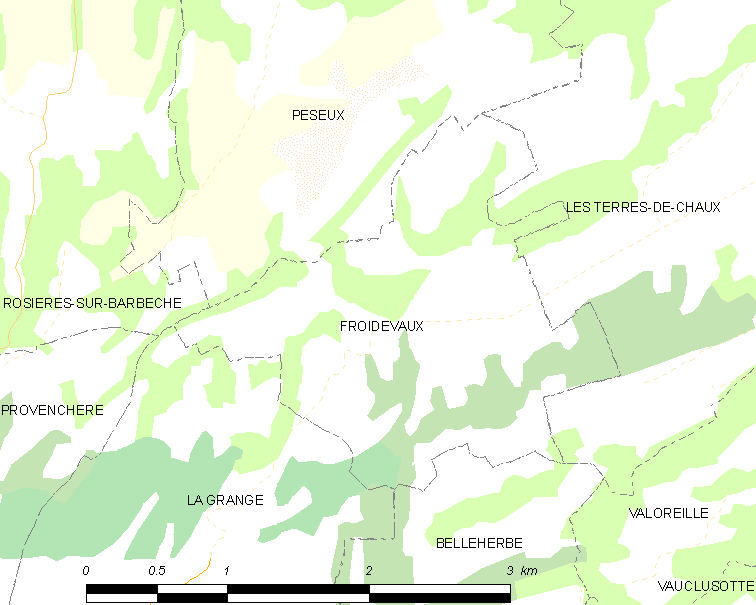
弗鲁瓦德沃的OSM定位图

弗鲁瓦德沃的时区为UTC+01:00、UTC+02:00（夏令时）。

## 行政
弗鲁瓦德沃的邮政编码为25190，INSEE市镇编码为25261。

## 政治
弗鲁瓦德沃所属的省级选区为迈什县。

## 人口

1962-2008年间弗鲁瓦德沃人口变化图示

弗鲁瓦德沃于2022年1月1日时的人口数量为80人。